# 부산 연등사 영산회상도
부산 연등사 영산회상도(釜山 燃燈寺 靈山會上圖)는 부산광역시 동구 좌천동, 연등사에 있는 일제강점기의 영산회상도이다. 2005년 12월 27일 부산광역시의 문화재자료 제33호로 지정되었다.

## 참고 자료
- 부산 연등사 영산회상도 - 국가유산청 국가유산포털
- 이 문서에는 문화재청에서 공공누리 제1유형으로 배포된 자료를 바탕으로 한 내용이 포함되어 있습니다.